# Rot Weiss Ahlen

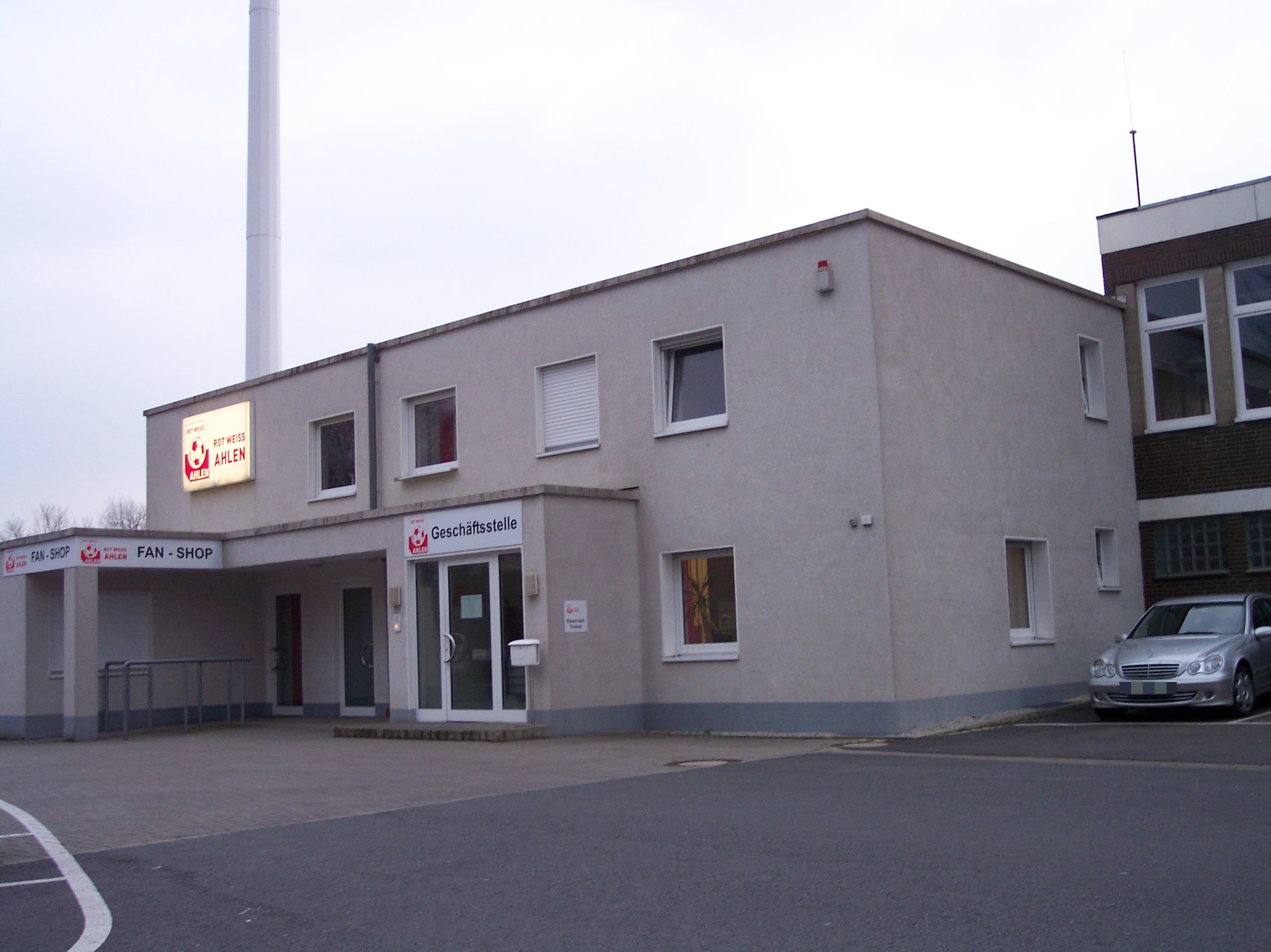
Siedziba klubu

Rot-Weiß Ahlen – niemiecki klub piłkarski, mający siedzibę w mieście Ahlen, leżącym w Nadrenii Północnej-Westfalii

## Historia
Klub ma swoje korzenie w lokalnym zespole utworzonym na początku XX wieku przez górników, którzy grali w piłkę w czasie wolnym od pracy. W 1917 roku założono więc Freie Sportclub Union (FSCU) Ahlen i zespół ten stał się jednym z najbardziej znanych w regionie. Utworzenie III Rzeszy spowodowało rozwiązanie klubu (3/4 jego członków pochodziło z zagranicy, co stało się sprzeczne z poglądami reżimu). W 1933 roku utworzony nowy klub, Tus Germania Ahlen, który połączył się z Wacker Ahlen.
Po II wojnie światowej próbowano odbudować lokalne drużyny i w 1948 roku osiem klubów stworzyło fuzję, w wyniku której utworzono TuS Ahlen. Nowy zespół przez lata grał w najwyższej klasie rozgrywkowej na szczeblu lokalnym. W 1991 roku zespół został zdegradowany do niższej ligi z powodu kryzysu finansowego. Lokalny biznesmen Helmut Spikker pomógł klubowi, a jego firma kosmetyczna LR International została sponsorem klubu. TuS Ahlen przez kolejne lata awansował do coraz to wyższych lig: w 1992 roku z Berzirksliga Westfalen (VII liga) do Berzirksliga Westfalen (VI), w 1993 - do Verbandsliga Westfalen-Nordost (V liga), w 1994 - do Oberliga Wetsfalen (IV), a w 1995 - do Regionalliga West/Südwest (III).
1 czerwca 1996 utworzono Leichtathletik Rasensport Ahlen, kiedy TuS Ahlen połączyło się z Blau-Weiß Ahlen. W sezonie 1998/1999 podpisano kontrakty z paroma graczami, mającymi doświadczenie pierwszoligowe. W sezonie 1999/2000 klub wygrał 2:1 z 1. FC Union Berlin w play-off i po raz pierwszy w historii awansował do drugiej ligi. Najlepszym osiągnięciem na tym szczeblu rozgrywek było 6. miejsce w debiutanckim sezonie. W kolejnych klub spisywał się dużo słabiej i ostatecznie w 2006 roku zajął 17. miejsce spadając do Regionalligi. Po spadku Spikker wycofał się z finansowania klubu, który zmienił nazwę na Rot-Weiß Ahlen.
W 2008 roku niemiecki klub wrócił do drugiej ligi, ale po dwóch latach gry spadł i w sezonie 2010/2011 grał w III lidze niemieckiej.

## Reprezentanci kraju w klubie
- Rudi Vata
- Jan Velkoborsky
- Musemestre Bamba
- Edwin Bediako
- Zoran Mamić
- Cyrille Bella
- Samuel Ipoua
- Jesús Sinisterra
- Jean Tsoumou-Madza
- / Heiko Bonan
- Dirk Schuster
- / Jörg Schwanke
- Henryk Bałuszyński
- Radosław Kałużny
- Paweł Wojtala
- Petar Đenić
- Vladimir Jugović
- Henrich Benčík